# Malosma laurina
Malosma laurina là một loài thực vật có hoa trong họ Đào lộn hột. Loài này được (Nutt.) Nutt. ex Abrams mô tả khoa học đầu tiên năm 1917.

## Hình ảnh

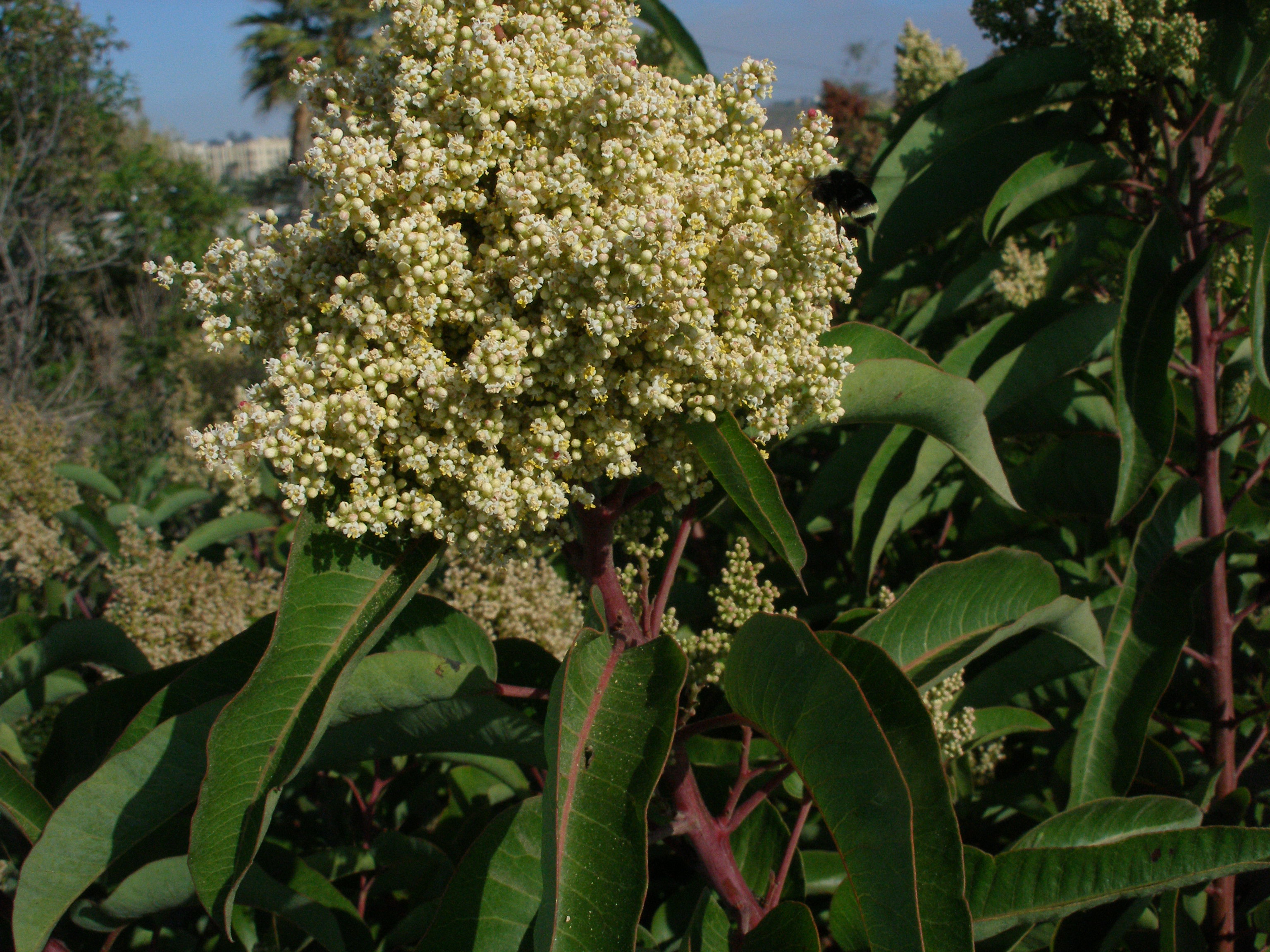
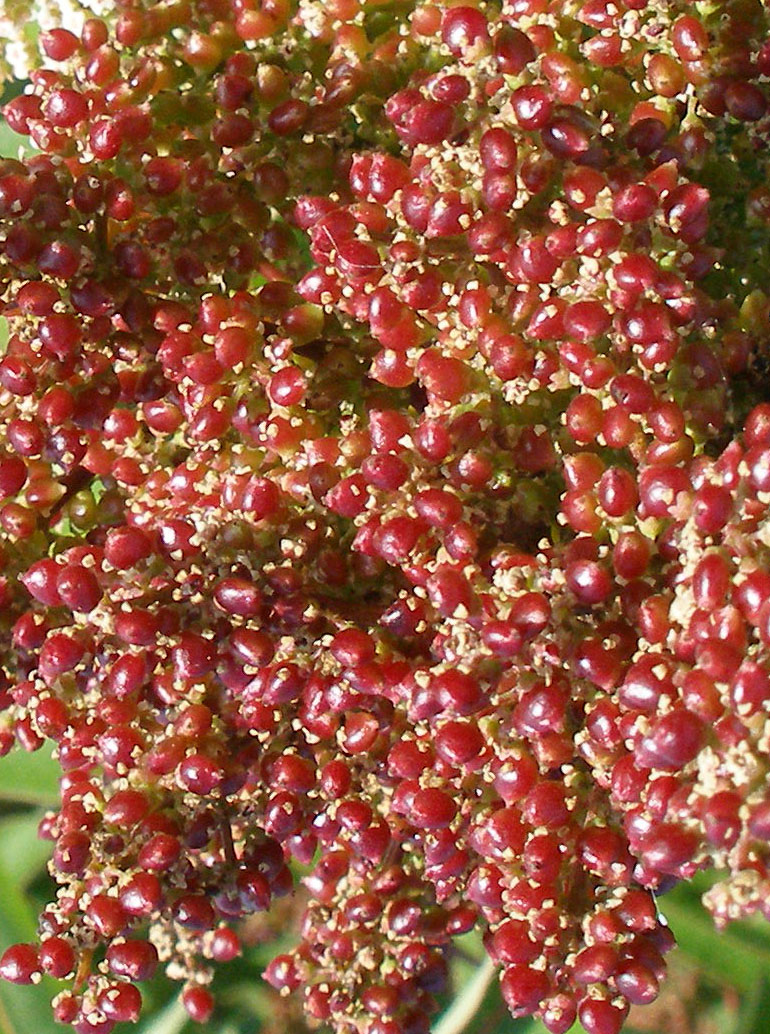